# Kissin' Time
"Kissin Time" är en låt av KISS från deras debutalbum Kiss (1974). Låten är en cover och skriven av Bernie Lowe och Kal Mann. "Kissin' Time" utgavs som singel den 10 maj 1974 men tog sig bara till 83:e plats på Billboard Hot 100.
På första pressningen av debutalbumet fanns inte "Kissin' Time" med utan kom med på skivan på order av Neil Bogart när skivan floppade. Det var meningen att "Kissin' Time" skulle höja försäljningen men så blev inte fallet. På "Kissin' Time" sjunger Paul Stanley, Gene Simmons och Peter Criss. Originalversionen står Bobby Rydell för.